# 2002 في أستراليا
فيما يلي قوائم الأحداث التي وقعت خلال عام 2002 في أستراليا.

## سياسة

### تعيين في المنصب
- 20 يوليو – لارا جيدينجز عضو مجلس النواب تسمانيا من الجمعية.

## رياضة
- 3 مارس – جائزة أستراليا الكبرى 2002 الفائز مايكل شوماخر.

## أفلام
من الأفلام التي صدرت هذه السنة في أستراليا:
- 1 يناير – الملكي من إخراج فرانك دارابونت.
- 1 يناير – إيقاظ الأمة من إخراج Agostino Imondi [الإنجليزية]‏.
- 1 يناير – ذا كوايت أميركان من إخراج فيليب نويس.
- 1 يناير – مغامرات بلوتو ناش من إخراج رون أندروود.
- 22 أكتوبر – السفينة الشبح من إخراج ستيف بيك.
- 5 ديسمبر – أوشن 11 من إخراج ستيفن سودربرغ.
- 18 ديسمبر – إشعار لمدة أسبوعين من إخراج مارك لورانس (مخرج).

## موسيقى

### أغاني
من الأغاني التي صدرت هذه السنة في أستراليا:
- 21 يناير – إن يور آيز من غناء كايلي مينوغ.
- 10 يونيو – لوف آت فيرست سايت من غناء كايلي مينوغ.
- 2 نوفمبر – كوم إنتو ماي وورلد من غناء كايلي مينوغ.

## مواليد

### سبتمبر
- 30 سبتمبر – ليفي ميلر ممثل أسترالي.

## وفيات

### يناير
- 8 يناير – ألكسندر بروخروف (مواليد 1916)

### سبتمبر
- 1 سبتمبر – رودني تايلور (مواليد 1940)